# 강영철 (1923년)
강영철(康永喆, 1923년 4월 30일~1979년 4월 24일)은 일본에서 활동했던 대한민국의 가수로, 일본어 이름은 오바타 미노루(일본어: 小畑実)이며 평안남도 평양 출신이다.

## 생애
1937년 재일 한국인 테너 성악가인 김영길을 동경하면서 일본으로 건너간 뒤 음악학교에 입학했다. 음악학교에서 성악을 전공하면서 오바타 미노루라는 일본어 이름을 사용하는 한편 아키타현 출신임을 자처했다. 음악학교 졸업 이후에 일본의 작곡가 에구치 요시(江口夜詩)의 문하생이 되었다.
1941년 포리돌(Polydol) 레코드에서 출시한 음반 《칭기즈 칸(成吉思汗)》으로 데뷔했으며 나중에 빅터(Victor) 레코드 소속으로 이전했다. 1942년 10월 가수 후지와라 료코와 함께 《부계도의 노래(婦系図の歌)》를 부르면서 널리 알려졌고 1943년 1월에도 후지와라 료코와 함께 《간타로 달밤의 노래(勘太郎月夜唄)》를 부르면서 큰 인기를 얻게 된다. 일본에서 가수로 활동 중이던 1941년부터 1944년까지 일본어로 된 군국가요를 부르기도 했으며 이러한 경력으로 인해 민족문제연구소의 친일인명사전 수록자 명단의 문화/예술 부문에 포함되었다.
제2차 세계 대전 이후에 데이치쿠 레코드, 킹 레코드, 컬럼비아 레코드 소속으로 이전했고 1951년 빅터 레코드로 이전했다. 《빨판 상어의 노래》, 《장미를 삽시다》, 《미국을 오가는 하얀 배》, 《나가사키의 자몽을 팔다》, 《런던의 길거리에서》, 《고원의 역이여 안녕히 가십시오》 등의 히트곡을 발표했으며 특히 《별빛의 작은 길(星影の小径)》은 프랑스의 샹송을 베이스로 한 로맨틱한 선율과 "아이 러브 유(I Love you)"라는 영어 문장을 가사에 이용한 참신함까지 더해져 그의 가창력을 활용한 걸작으로 평가받고 있다.
NHK 홍백가합전에 3차례 출전했고 1957년 제8회 NHK 홍백가합전 출전을 끝으로 은퇴를 발표했다. 가수 생활 은퇴 이후에는 한때 미국에서 사업을 진행하기도 했으며 1965년 대한민국에 잠시 체류하면서 본명인 강영철로 노래 《불사조》를 발표했다. 1969년 일본에서 노래 《간타로 언제 돌아온다(勘太郎いつ帰る)》를 발표하면서 가수로 복귀했고 1976년 노래 《온천 거리의 늦가을비(湯の町しぐれ)》를 발표했다. 무대 활동과 위문 공연, 후진 지도 등에도 주력했으며 1979년 3월 24일 지바현 노다시에 있는 골프장에서 골프를 즐기던 도중에 급성 심부전으로 쓰러졌고 향년 55세를 일기로 사망했다.

## 대표곡
- 《칭기즈 칸(成吉思汗)》 (1941년 2월, 요시자와 미호코와 함께 부름)
- 《부계도의 노래(婦系図の歌, 유시마의 흰 매화(湯島の白梅))》 (1942년 9월, 영화 《부계도(婦系図)》의 주제가이며 후지와라 료코와 함께 부름)
- 《간타로 달밤의 노래(勘太郎月夜唄)》 (1943년 1월, 영화 이나의 간타로(伊那の勘太郎)의 주제가이며 후지와라 료코와 함께 부름)
- 《새벽의 교환선(暁の交換船)》 (1943년 7월, 후지와라 료코와 함께 부름)
- 《작은 칼을 사용하는 여자(小太刀を使う女)》 (1944년 1월, 후지와라 료코와 함께 부름)
- 《달밤의 파이프(月夜のパイプ)》 (1948년 1월)
- 《나가사키의 자몽을 팔다(長崎のザボン売り)》 (1948년 4월)
- 《빨판 상어의 노래(小判鮫の唄)》 (1948년 10월 발매)
- 《원앙새 삿갓(おしどり笠)》 (1948년 12월)
- 《장미를 팝시다(薔薇を召しませ)》 (1949년 6월)
- 《미국을 왕래하는 하얀 배(アメリカ通いの白い船)》 (1949년 7월)
- 《별빛의 작은 길(星影の小径)》 (1950년 4월, 수많은 가수들에 의해 리메이크되고 있음)
- 《눈물의 장구(涙のチャング)》 (1950년 10월)
- 《고원의 역이여 안녕히 가십시오(高原の駅よさようなら)》 (1951년 6월, 가가와 교코 주연으로 영화화됨)
- 《산마루에 달이 나오는 무렵(山の端に月の出るころ)》 (1951년 6월)
- 《비의 댄스 파티(雨のダンスパーティ)》 (1951년 7월)
- 《아! 고원에 마차는 간다(ああ高原を馬車は行く)》 (1951년 10월)
- 《런던의 길거리에서(ロンドンの街角で)》 (1952년 3월)
- 《도쥬로 연가(藤十郎恋唄)》 (1952년 9월)
- 《꽃의 산도가사(花の三度笠)》 (1953년 9월)
- 《산들바람의 비긴(そよ風のビギン)》 (1954년 6월)
- 《온천 거리의 늦가을비(湯の町しぐれ)》 (1976년 8월)
- 《누군가 꿈없는(誰か夢なき)》 (1977년)

## 베스트 앨범
- 《오바타 미노루의 모두(小畑実のすべて)》 (1986년 2월 21일)
- 《오바타 미노루 New Best One (小畑実〈New Best One〉)》 (1990년 11월 7일)
- 《전곡집(全曲集)》 (1991년 11월 5일)
- 《오바타 미노루 대전집(小畑実大全集)》 (CD 8매 세트, 1993년)
- 《오바타 미노루 전곡집(小畑実全曲集)》 (1993년 12월 1일)
- 《SP 반복각에 의한 그리운 멜로디(SP盤復刻による懐かしのメロディー)》 (1995년 4월 21일)
- 《COLEZO! 오바타 미노루(＜COLEZO!＞小畑実)》 (2005년 9월 22일)
- 《결정판 오바타 미노루(決定版 小畑実)》 (2005년 11월 2일)
- 《노래 가라오케 히트 4-18(歌カラ・ヒット4(18))》 (2006년 1월 21일)

## NHK 홍백가합전 출전 경력
- 제4회 NHK 홍백가합전 (1953년 12월 31일 니혼 극장) 《런던의 길거리에서(ロンドンの街角で)》
- 제5회 NHK 홍백가합전 (1954년 12월 31일 히비야 공회당) 《나가사키의 길거리에서(長崎の街角で)》
- 제8회 NHK 홍백가합전 (1957년 12월 31일 도쿄 다카라즈카 극장) 《고원의 역이여 안녕히 가십시오(高原の駅よさようなら)》

## 참고자료
- 민족문제연구소 (2009). 〈강영철 (2)〉. 《친일인명사전 2 (ㅂ ~ ㅇ)》. 서울. 109 ~ 110쪽.